# A&E Design

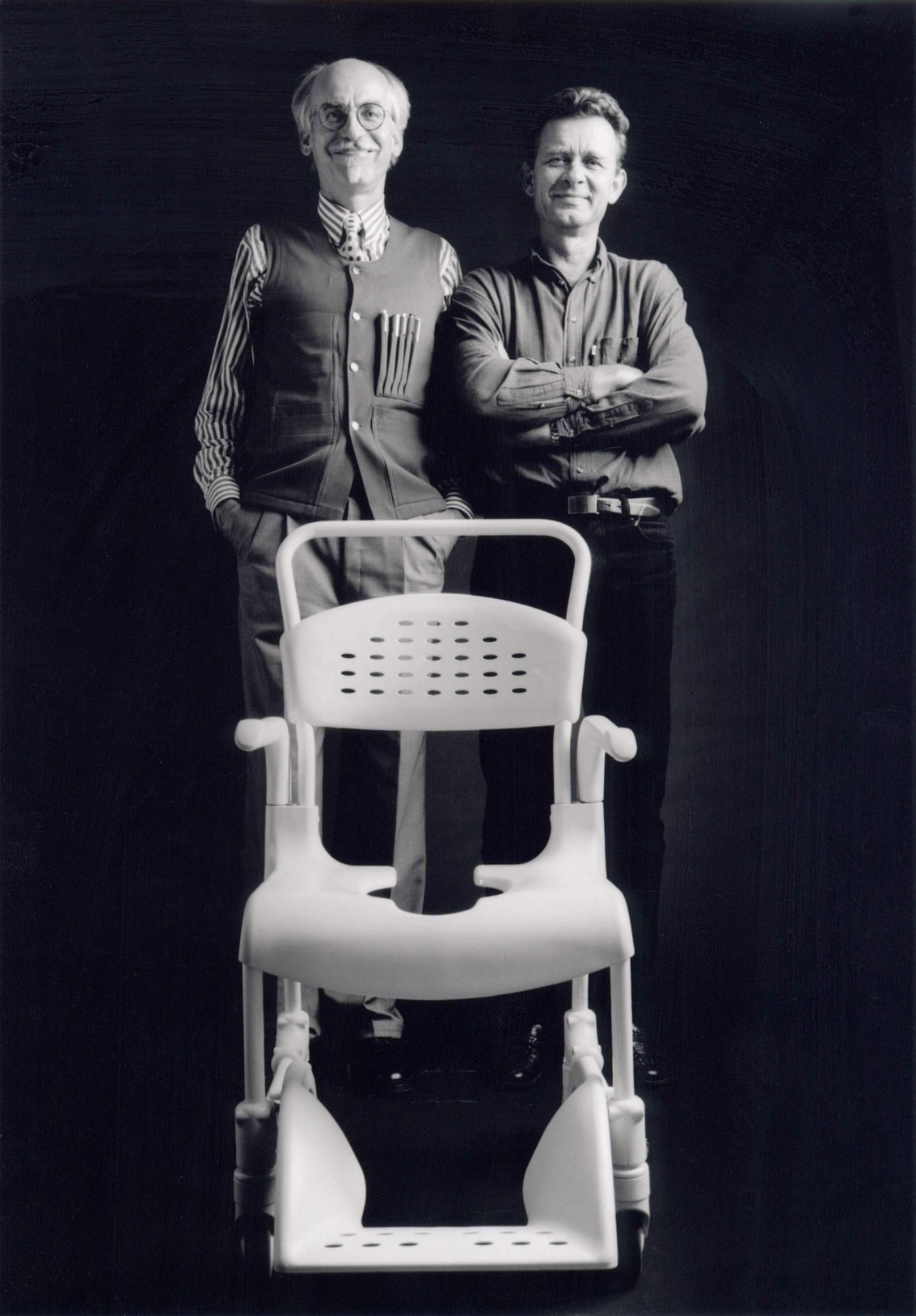
Hans Ehrich och Tom Ahlström med sin dusch- och toalettstol "clean" för sjukhus och vårdinrättningar år 1998.

A&E Design (A&E Design AB) är ett av de ledande skandinaviska företagen inom industridesign med säte i Stockholm och på Lidingö. Företaget grundades 1968 av Tom Ahlström och Hans Ehrich.

## Utbildning
Hans Ehrich och Tom Ahlström utbildade sig i början av 1960-talet på Konstfack i Stockholm. En utbildning till industridesigner fanns inte på Konstfack på den tiden utan avdelningen för metall, inriktad på hantverk och silversmide, var det närmaste de kunde komma sina utbildningsföreställningar. Ehrichs examensarbete 1967 blev en elbil för stadsbruk (tillsammans med Roland Lindhé) och Ahlström gjorde ett helt möblemang i plast i sitt examensarbete 1968. Samma år bestämde sig Ahlström och Ehrich att starta det gemensamma designföretaget A&E Design.

## Företaget

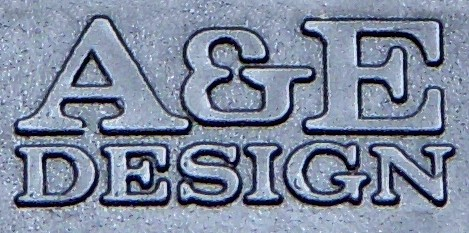
Företagets logo.

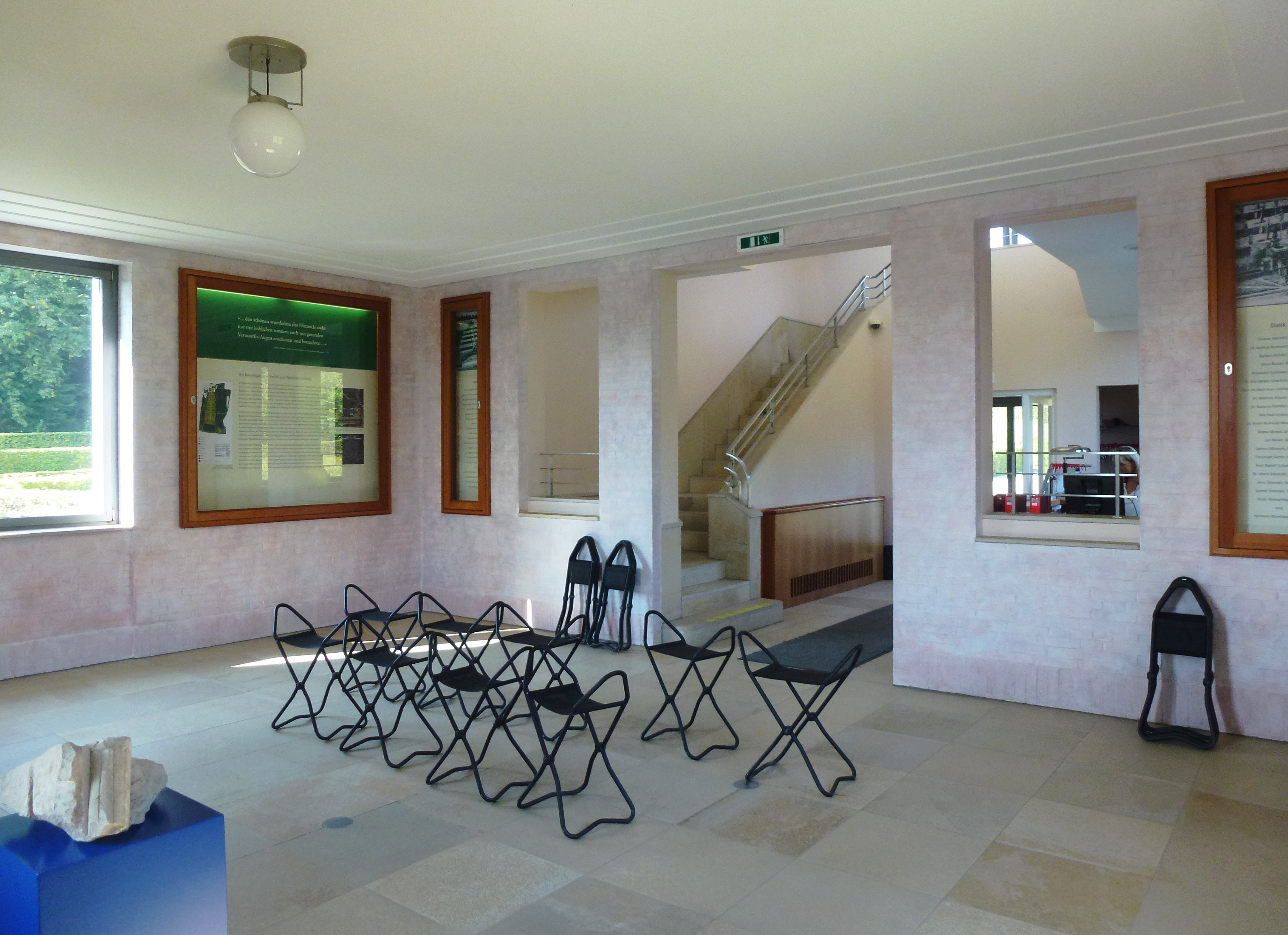
Museipallen "Stockholm II" i museet för Gottorps jordglob, Tyskland.

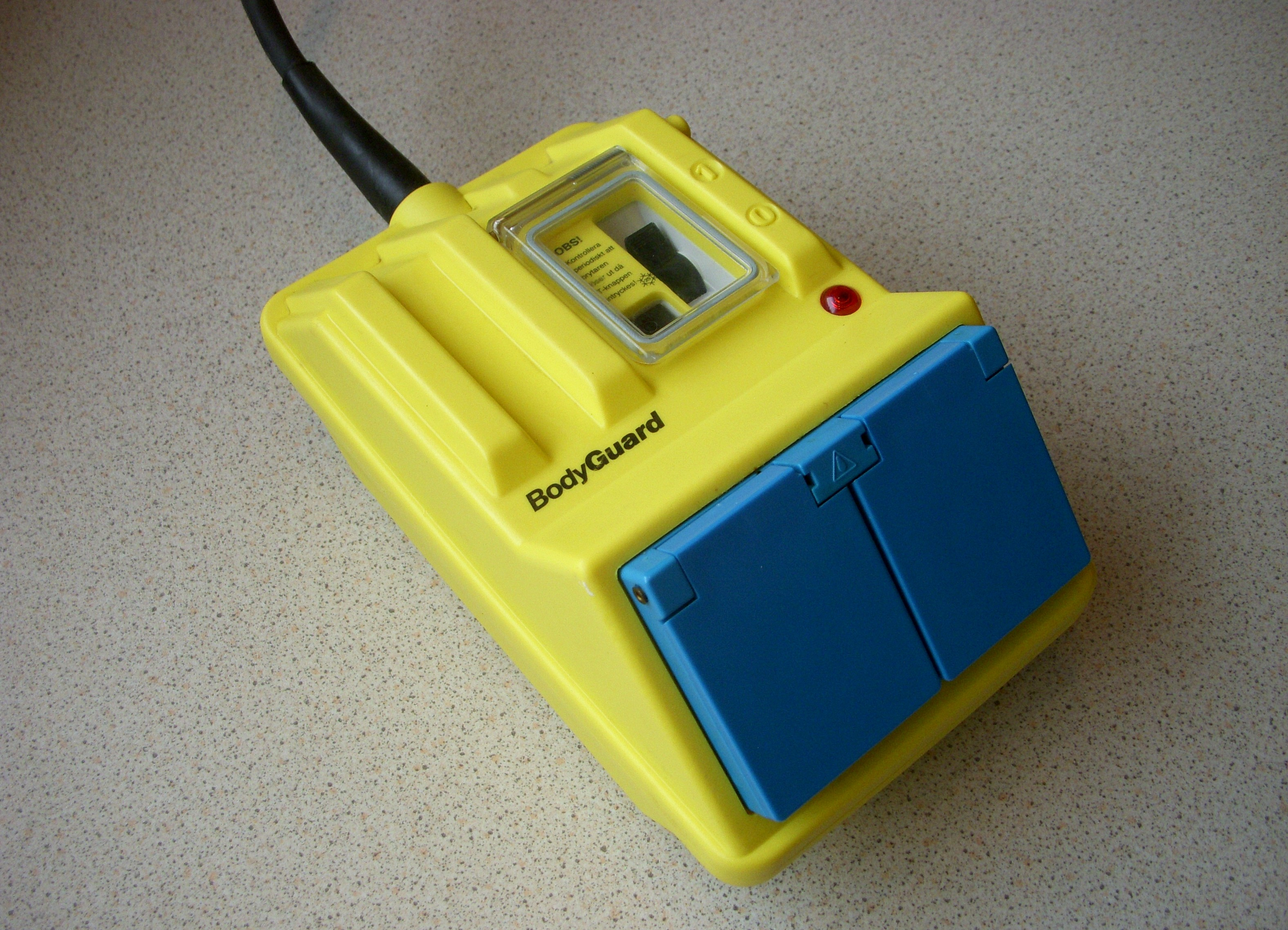
InterDesigns flyttbara jordfelsbrytare.

En av de första uppdragsgivarna var Bankeryds Penselfabrik (numera ANZA AB). Fabriken ville få fram en bättre anstrykare (pensel där borsten är samlade i en rundel). Resultatet blev en lång rad nya måleriverktyg (penslar, spacklar, skrapverktyg mm) med ergonomiskt riktigt utformade handtag.
Tom Ahlström och Hans Ehrich specialiserade sig tidigt på plastens användningsområden samt formgivning av föremål och hjälpmedel för personer med nedsatt rörelseförmåga. A&E Design har sedan dess utvecklat många produkter för äldre och handikappade människor, till exempel rullstolar som både transporterar och lyfter personer till duschen, badstolar på sjukhus, armstöd i handikapptoaletter och enkla men effektiva förlängningshandtag till vattenkranen.
Ett annat stort område, där A&E Design har blivit känt, är ergonomiskt och med god funktion utformade vardagsföremål. Bland annat diskborsten nr. 1230, som utvecklades 1974 för Jordan A/S i Oslo, som tillverkas fortfarande (2008) och har sålts i över 60 miljoner exemplar. Mycket känd blev även deras könummerautomat M80 och nummertablå från 1974 för AB Turn-O-Matic, som fick ordning på väntköer på apotek och systembolaget. När år 2005 utlystes till "Designår" hedrades den svenska designverksamhet av posten genom sex frimärken, där den framgångsrika och välkända kölappsautomaten M80 var ett av motiven. Den fick 1990 en uppföljare kallad M90 med en del elektroniska funktioner. Bland belysningsarmaturer kan nämnas Lucifer, en skrivbordslampa helt i plast som formgavs för AB Fagerhult 1975 och återkom år 2000 som jubileumsutgåva i limiterad upplaga.
En annan världsprodukt blev fällstolen Stockholm II från 1995, som ursprungligen hade framtagits för Nationalmuseum i Stockholm, men nu (hösten 2017) används på över 1 600 museer världen över. Diskborsten och könummerautomaten finns i Nationalmuseum, avdelning "Den Moderna formen 1900–2000" och sedan år 2011 ingår Stockholm II i Museum of Modern Art:s designsamling.
Vid A&E Design ägnas 20 % av arbetet åt att utveckla egna produkter och att framställa prototyper i den egna verkstaden och devisen är "optimal balans mellan estetik, funktion och marknad".
År 2018, till företagets 50-årsjubileum, utkom Kerstin Wickmans bok A&E Design – The Book som i 15 kapitel berättar om firmans grundare, deras utbildning och om en lång rad produkter som skapades av Tom Ahlström och Hans Ehrich.

## InterDesign
År 1982 grundade Tom Ahlströn och Hans Ehrich InterDesign som ett fristående systerbolag till A&E Design. InterDesign utvecklade produkter för industriell användning, från transporter till förpackning av konsumentprodukter. Företaget har formgivit bl.a. sanitetsporslin åt Gustavsberg (1984), ett lokomotiv för ASEA Traction (1985), en serie tandborstar åt Colgate (1986) och en returflaska för mjölk åt Arla (1992) som fick "Utmärkt Svensk Forms" miljödesignpris.

Formgivna produkter (urval)
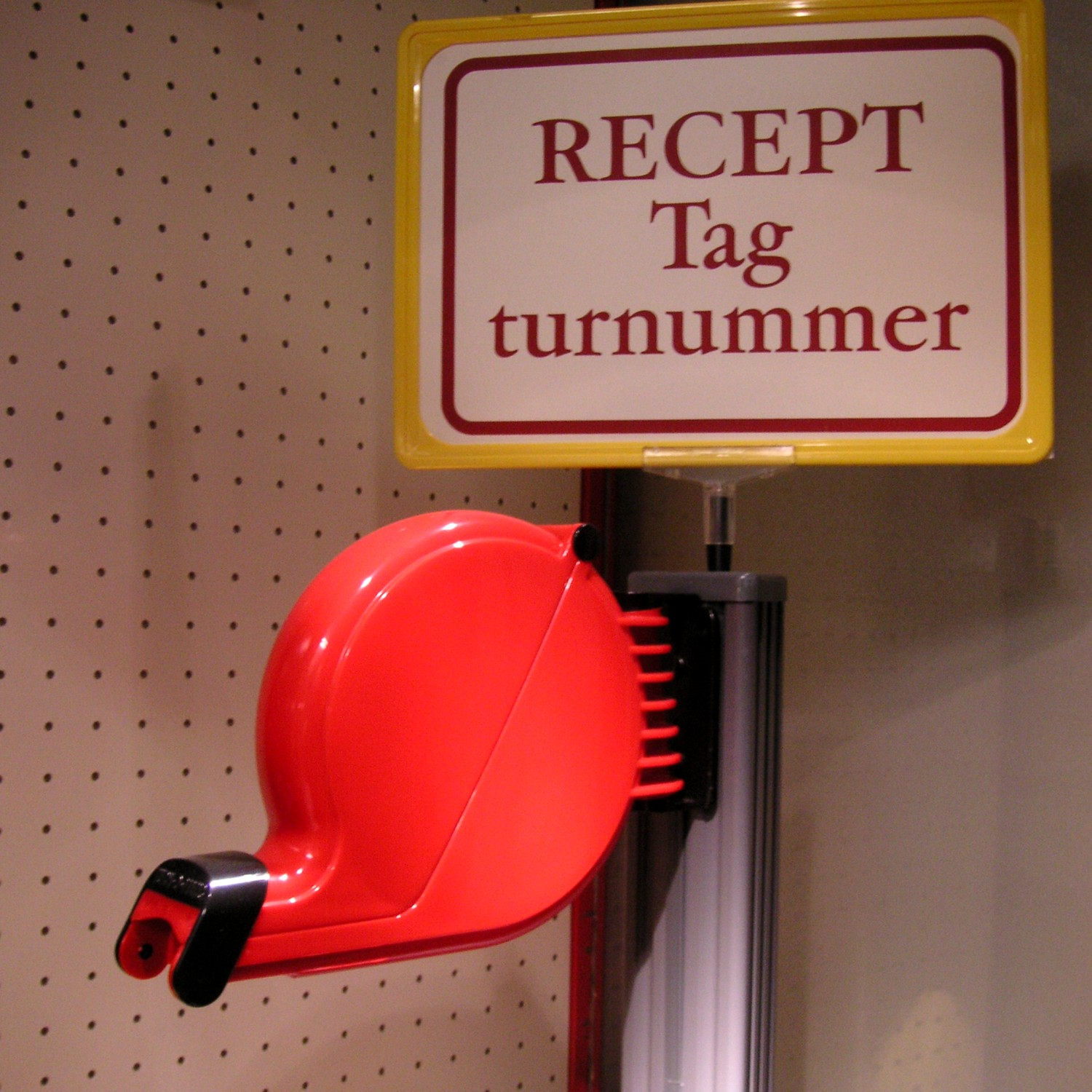
Könummersystem "M80"
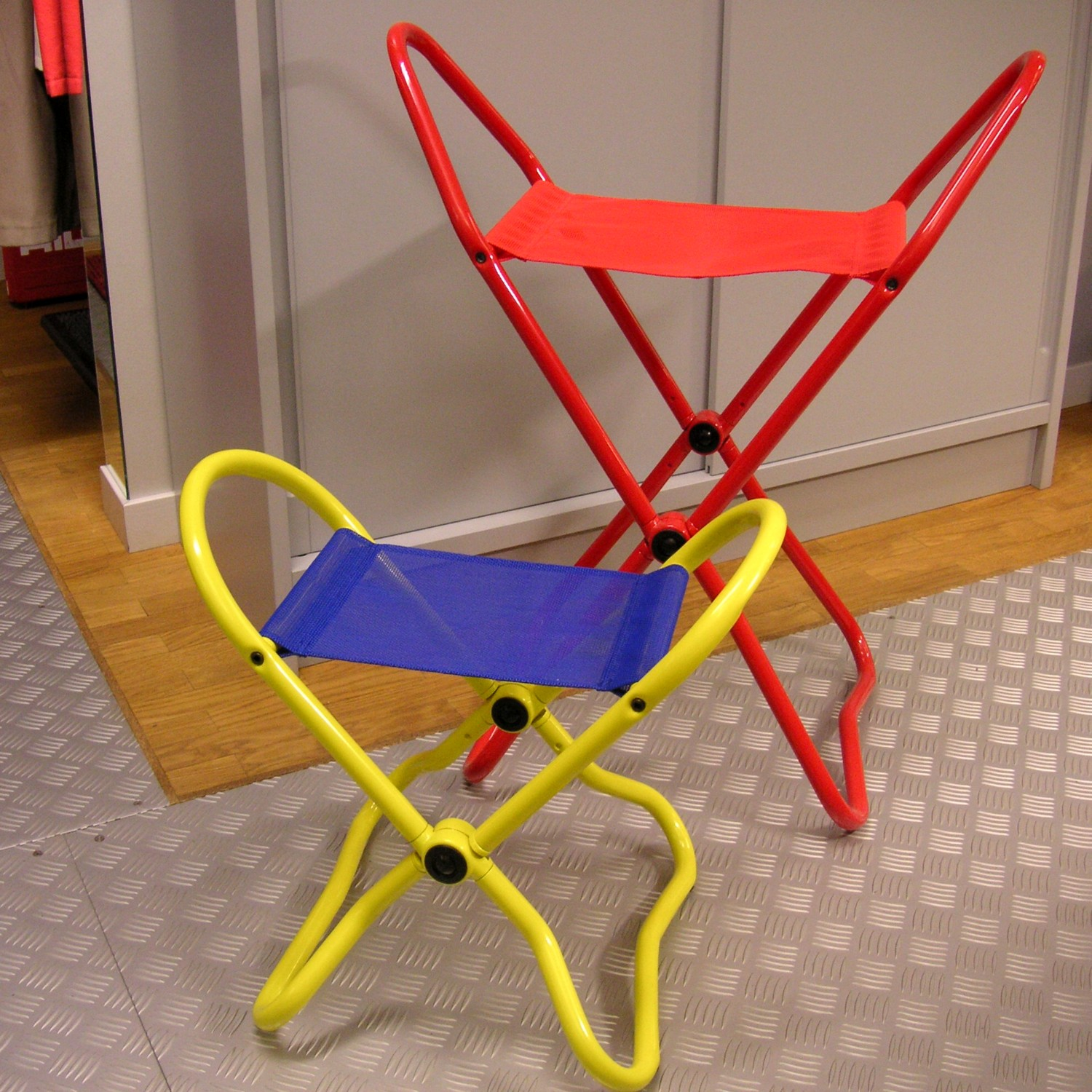
Museipallen "Stockholm II" (röd) och barnpallen "Snupi"
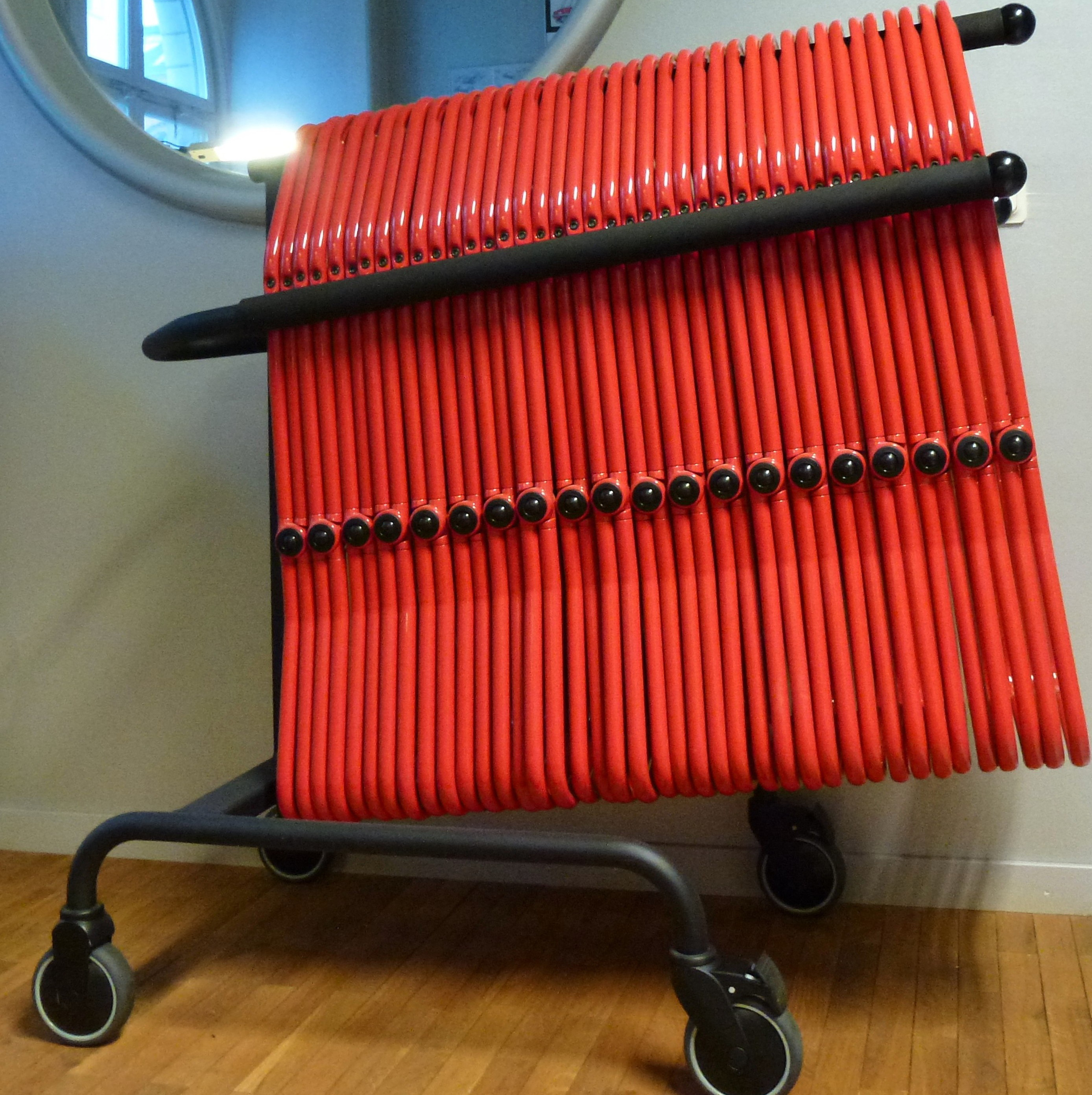
Museipallen i sin ställning
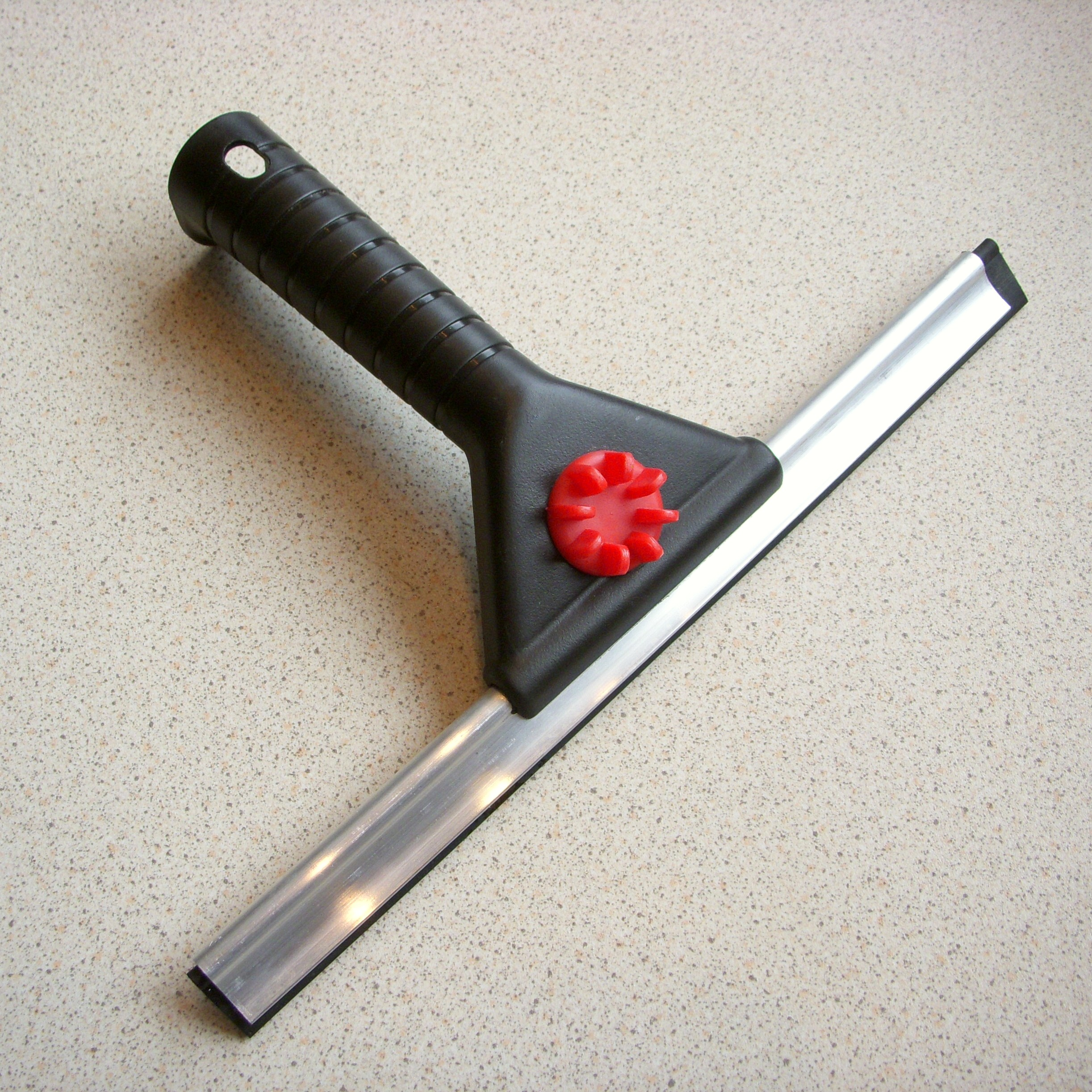
Fönsterrakan för Jordan
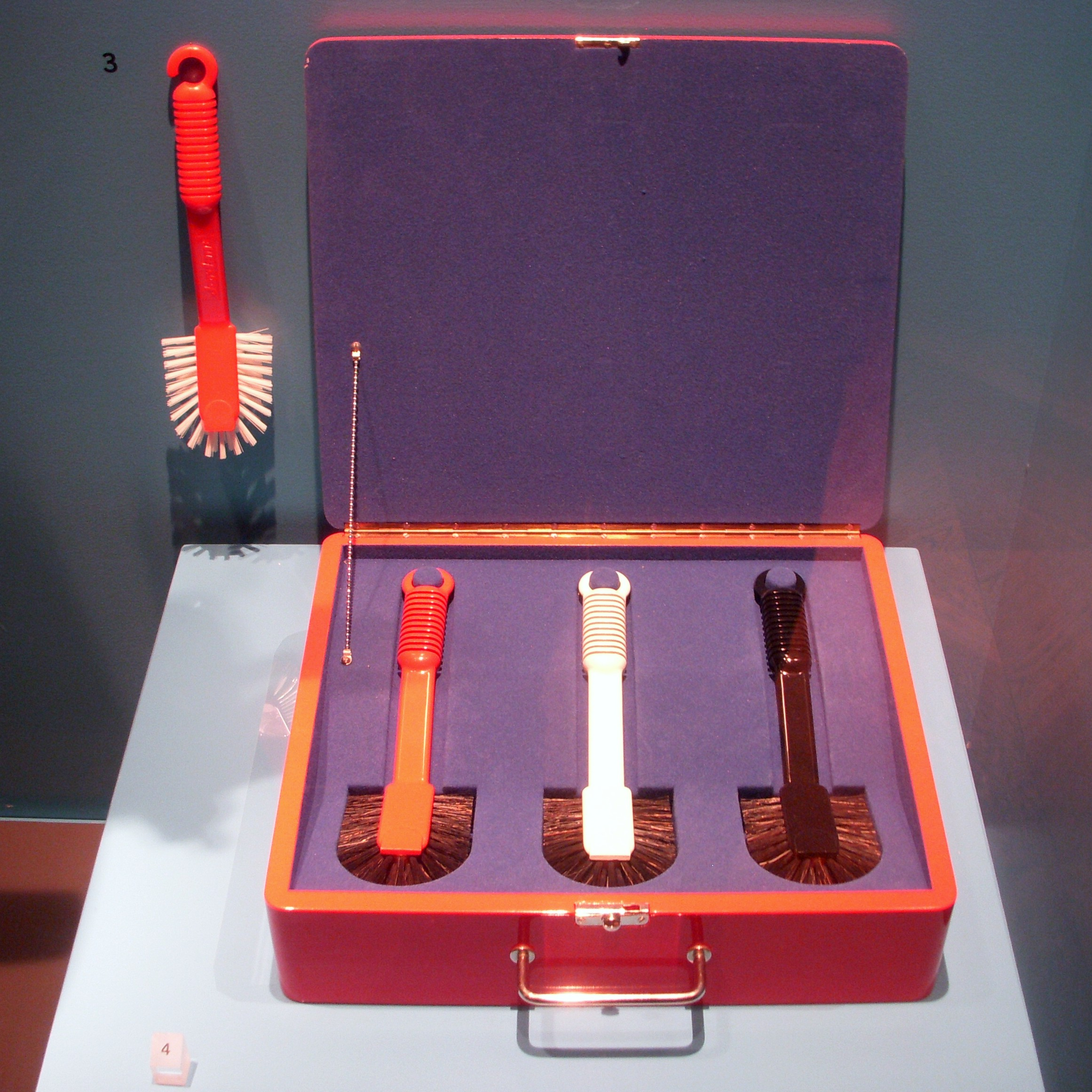
Diskborste, 1974. Prototyp i Nationalmuseum, permanenta utställningen
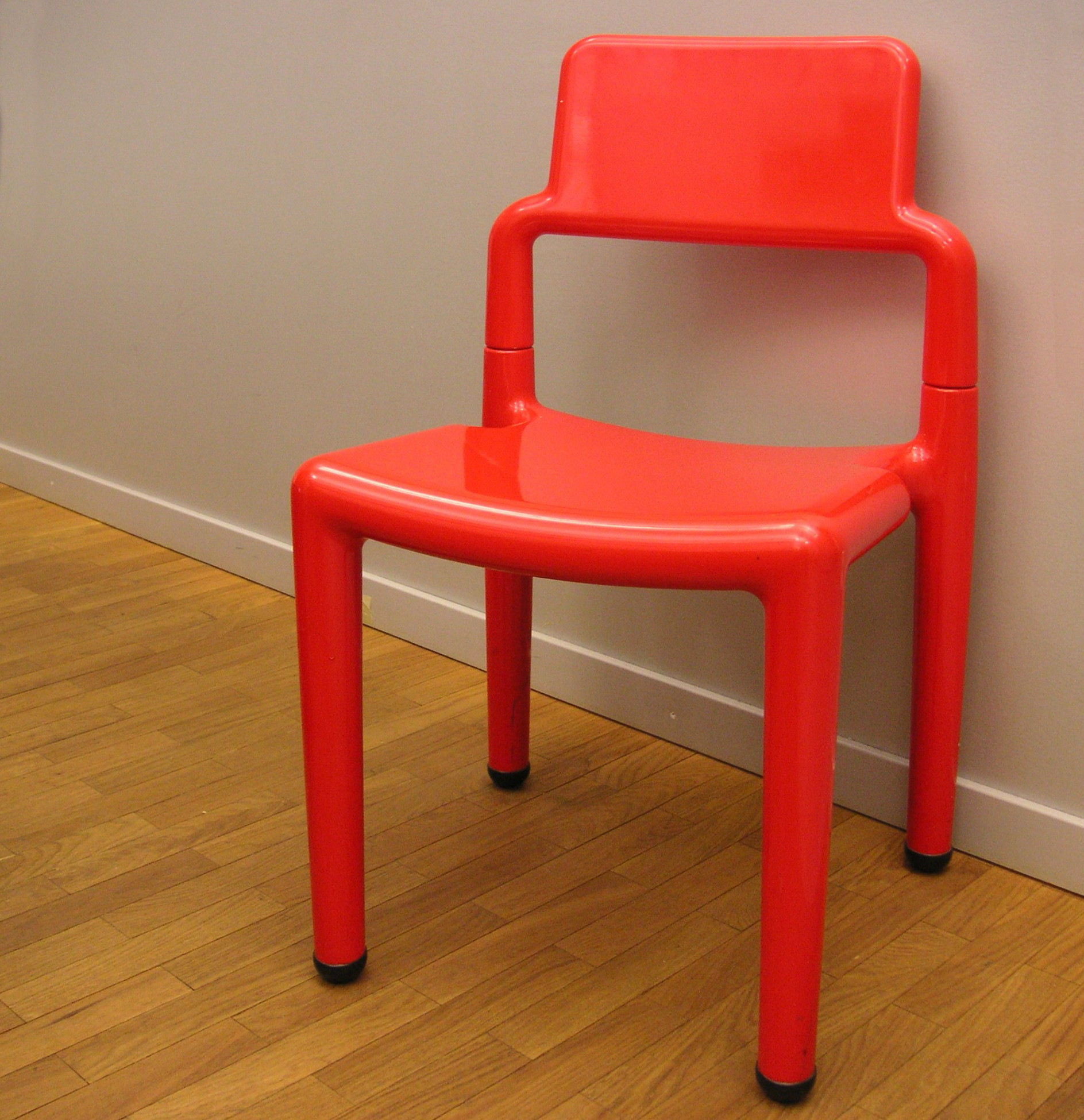
Plaststolen "Bam Bam"

## Utmärkelser

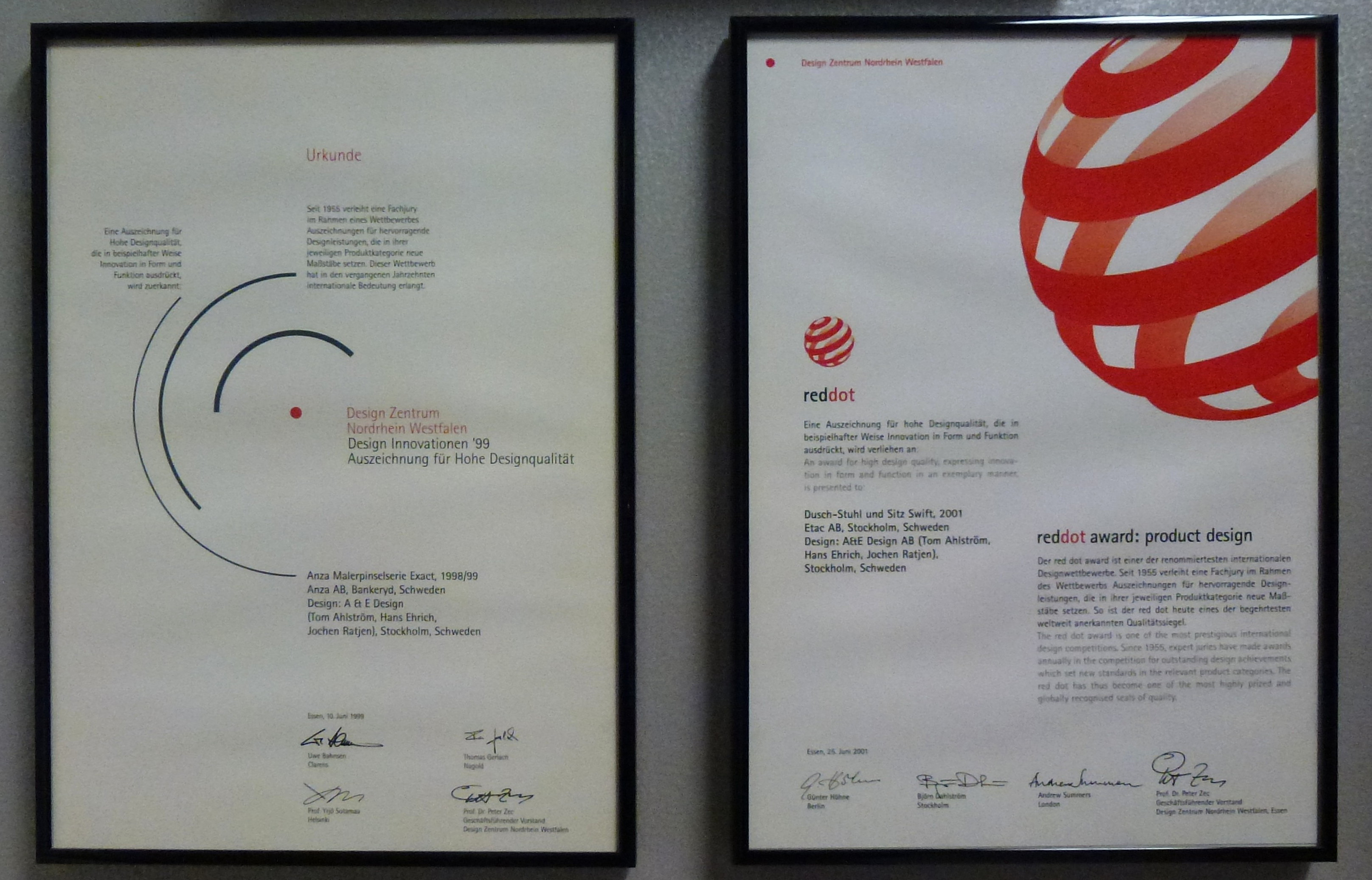
Red dot award 1998/99 och 2001.

Fram till år 2002 hade A&E Design belönats med följande utmärkelser:
- 14 gånger "Utmärkt Svensk Form" från Svensk Form
- 5 gånger "Red dot award", från "Design Zentrum Nordrhein-Westfalen" (3 gånger med tillägget "The Best of the Best")
- 2 gånger "Gute Industrieform" (idag iF Industrie Forum Design)
- 1 gång "Design Preis Schweiz"
- 3 gånger "Guldlampan"
- 1 gång "Konstruktions- och Designpriset"
- 1 gång "Årets Industridesigner"
- 1 gång "Klassikerprisen for god design" (Norge) för diskborsten

## A&E Designs modell- och prototypsamling
Under januari 2015 övertog Nationalmuseum i Stockholm hela A&E Designs modell- och prototypsamling, bestående av närmare 400 handgjorda
objekt skapade under perioden 1968–2015. Enligt överintendent Berndt Arell, myndighetschef för Nationalmuseum med Prins Eugens Waldemarsudde, är materialet ”en unik modellsamling till omfång men också till sin kvalitet, inte minst den estetiska” som ”kommer att vara av mycket stor betydelse för såväl forskning som i utställningssammanhang”.

Modell- och prototypsamling (urval)
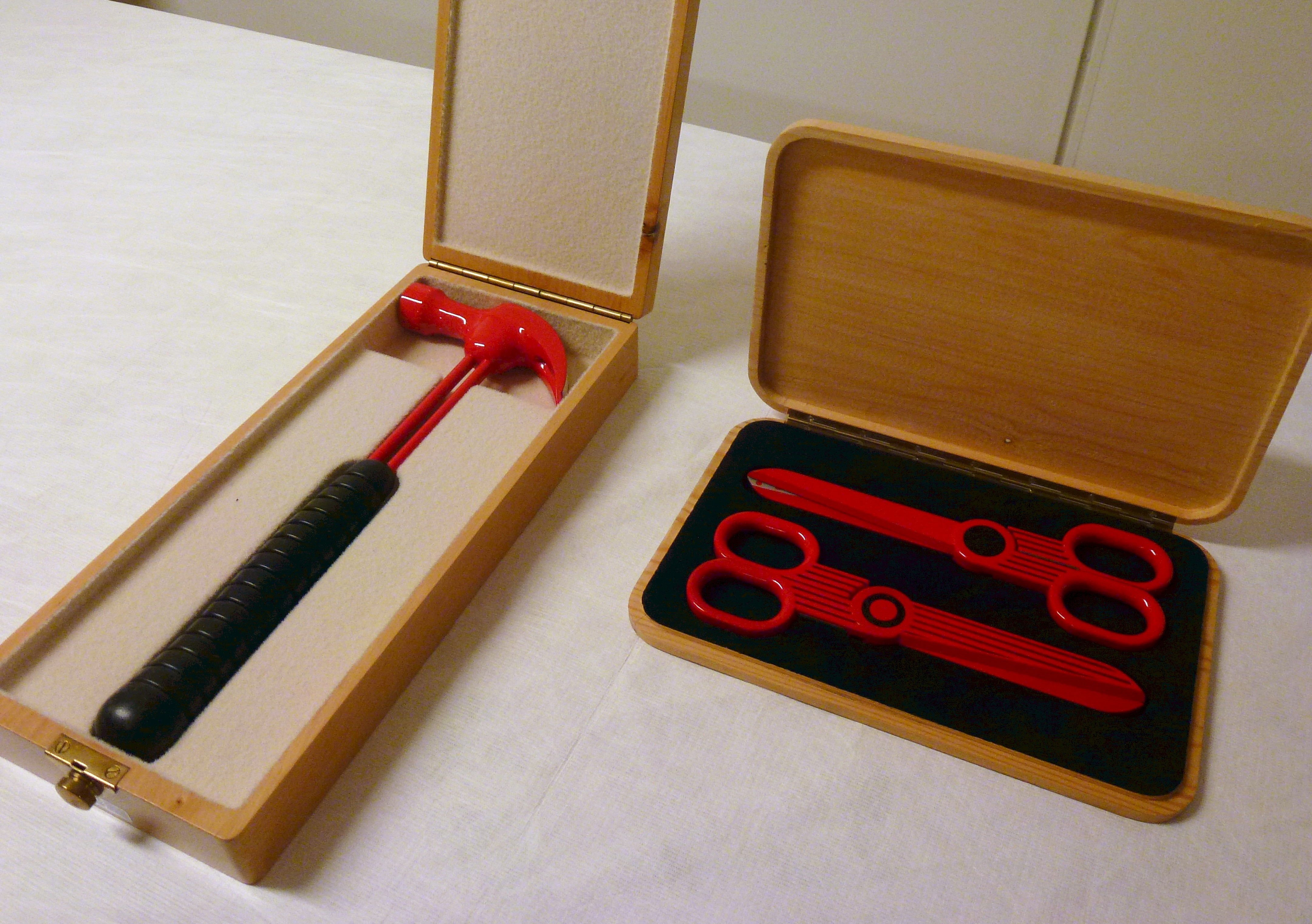
Åskådningsmodeller, snickarhammare (1972) och papperssaxar (1971).
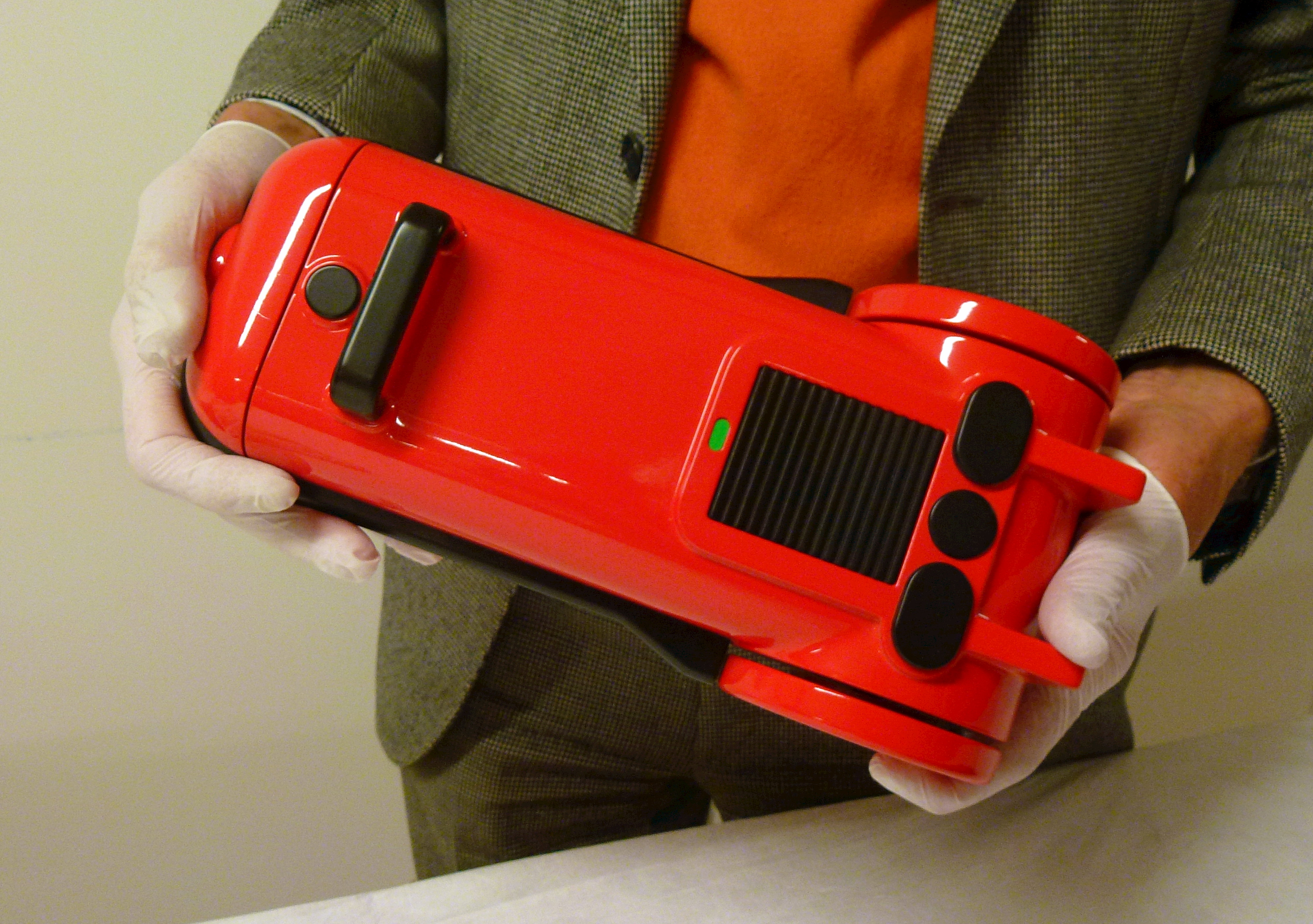
Hemdammsugare, nedskalad åskådningsmodell (1975).
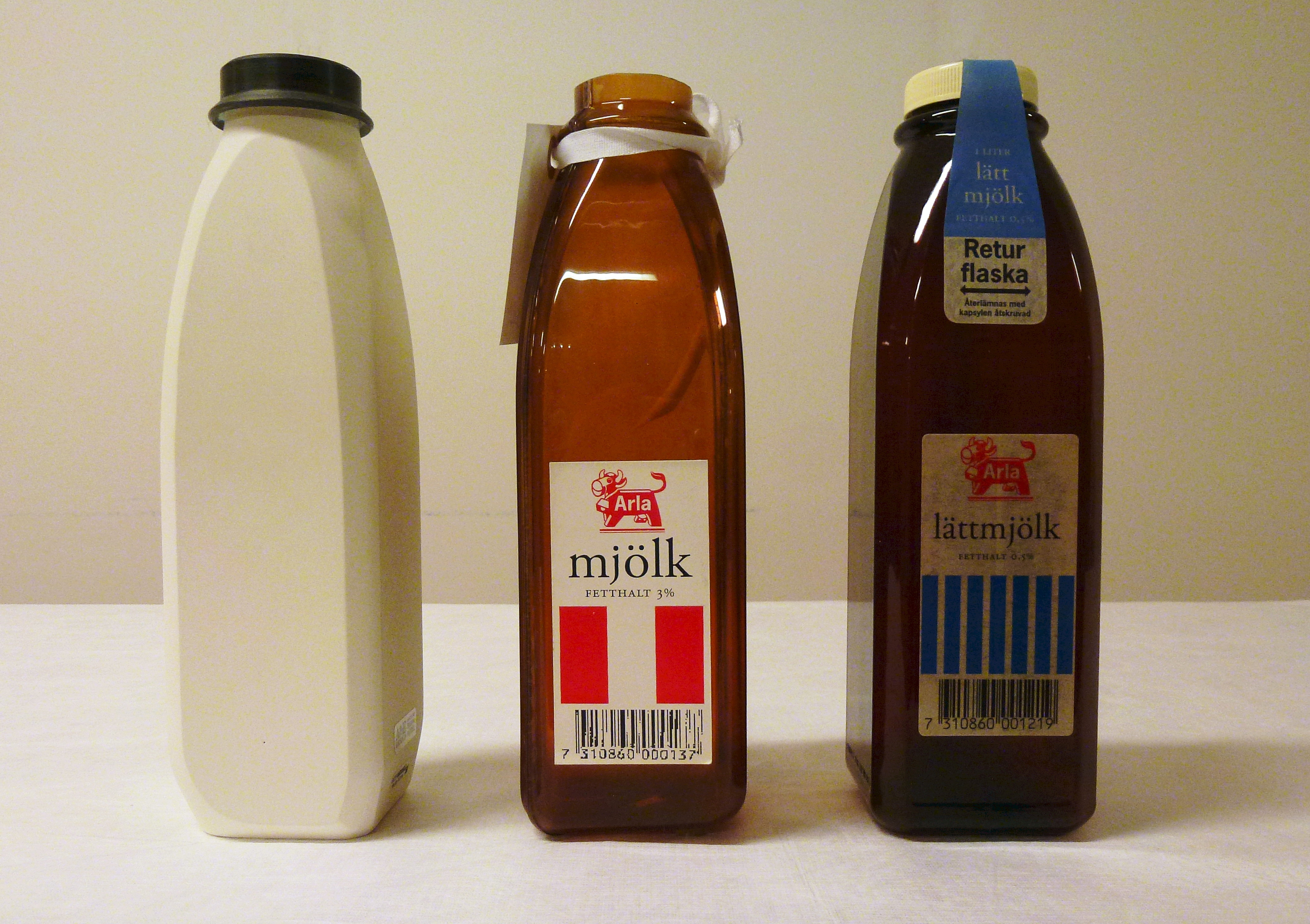
Returflaska för mjölk (1992). Fr. vä. massivmodell, prototyp, färdig produkt.
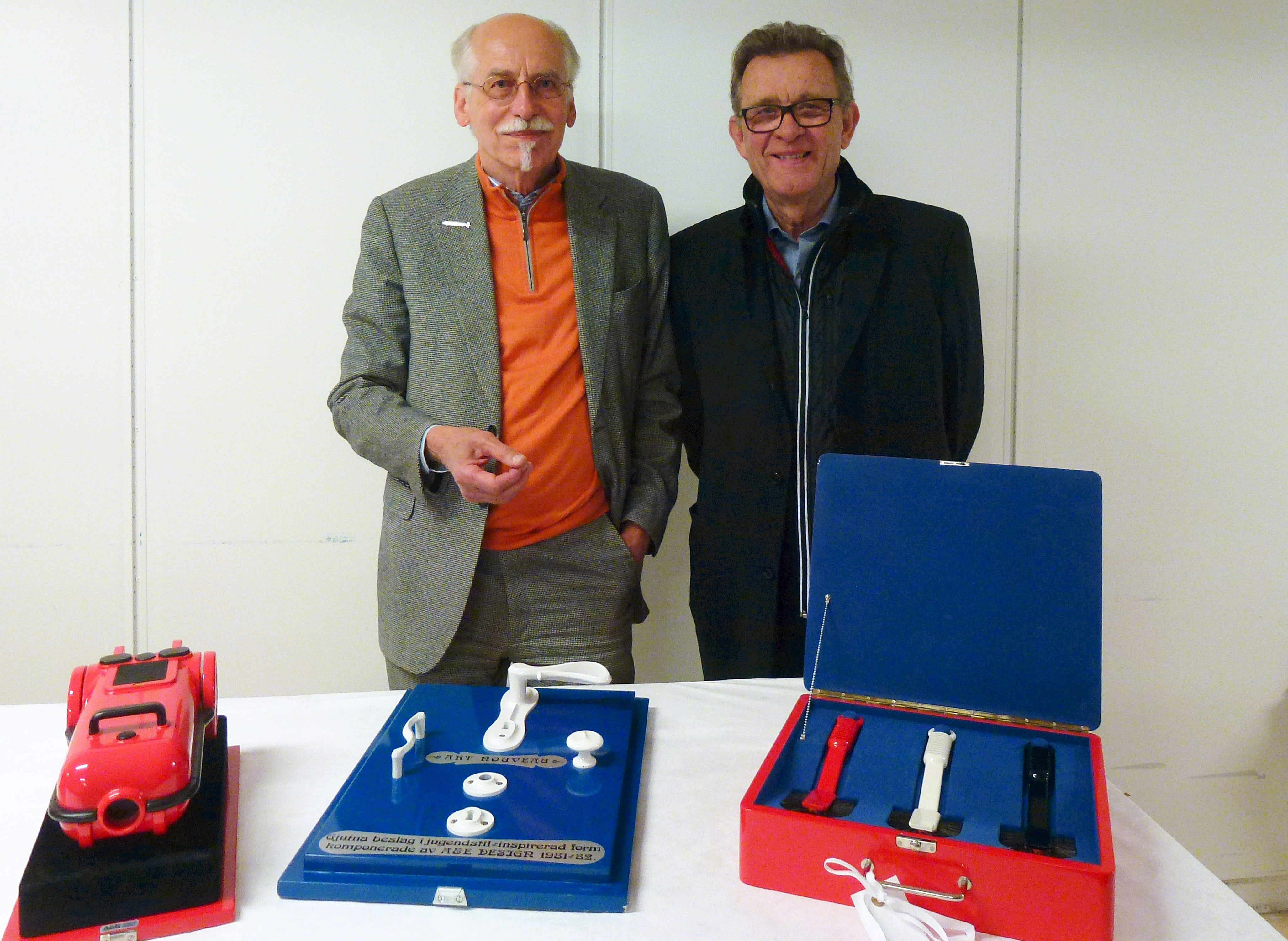
Hans Ehrich Tom Ahlström framför några modeller (2015).

## Separatutställning på Nationalmuseum
I samband med A&E Designs 50-årsjubileum arrangerade nyöppnade Nationalmuseum en separatutställning (13 oktober 2018 till 13 januari 2019) som bygger på en donation av handgjorda modeller och prototyper som museet fått som gåva av företaget. I utställningen visas prototyper, skisser, ritningar och färdiga produkter från designföretaget.

Bilder, separatutställning
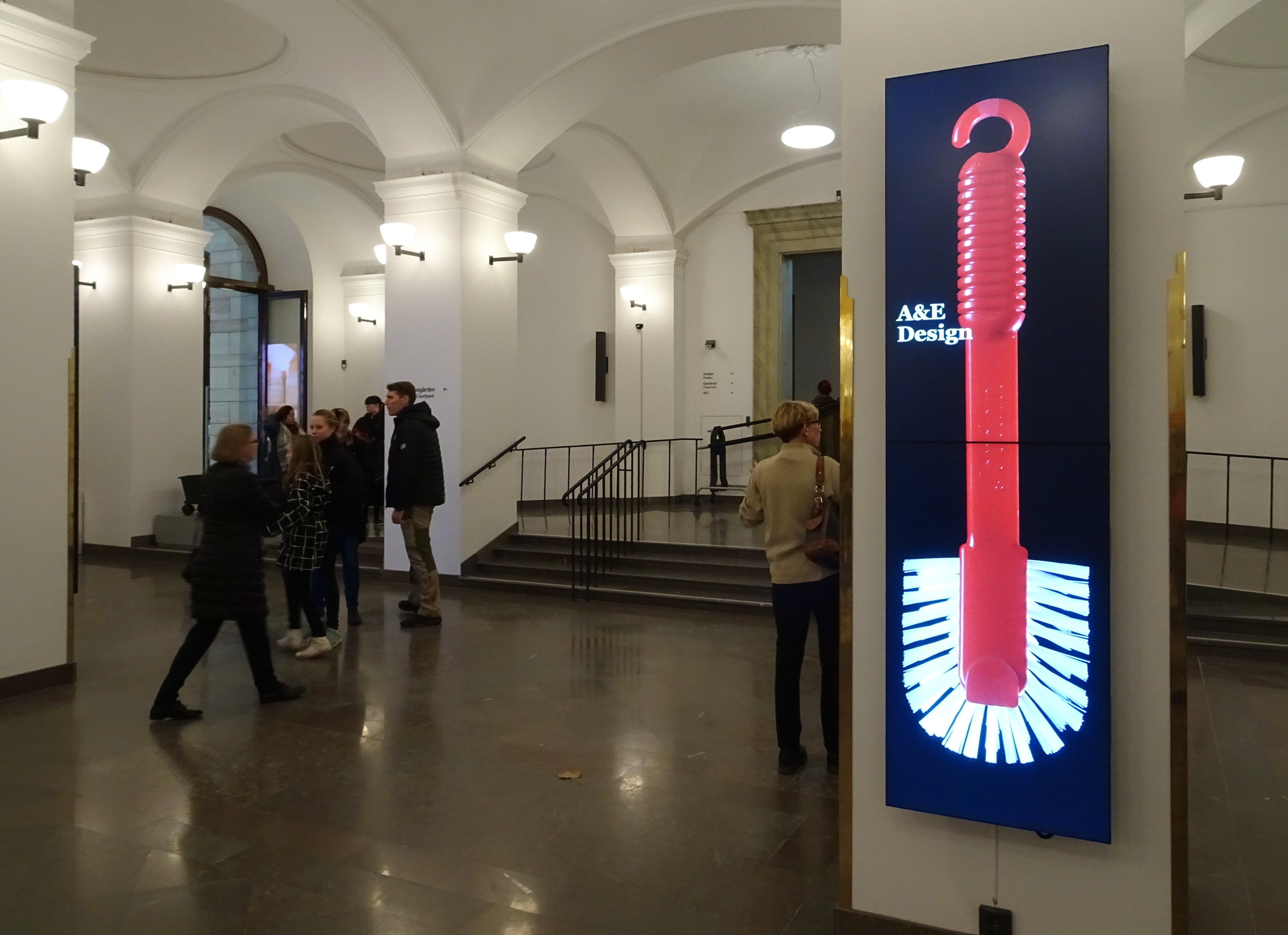
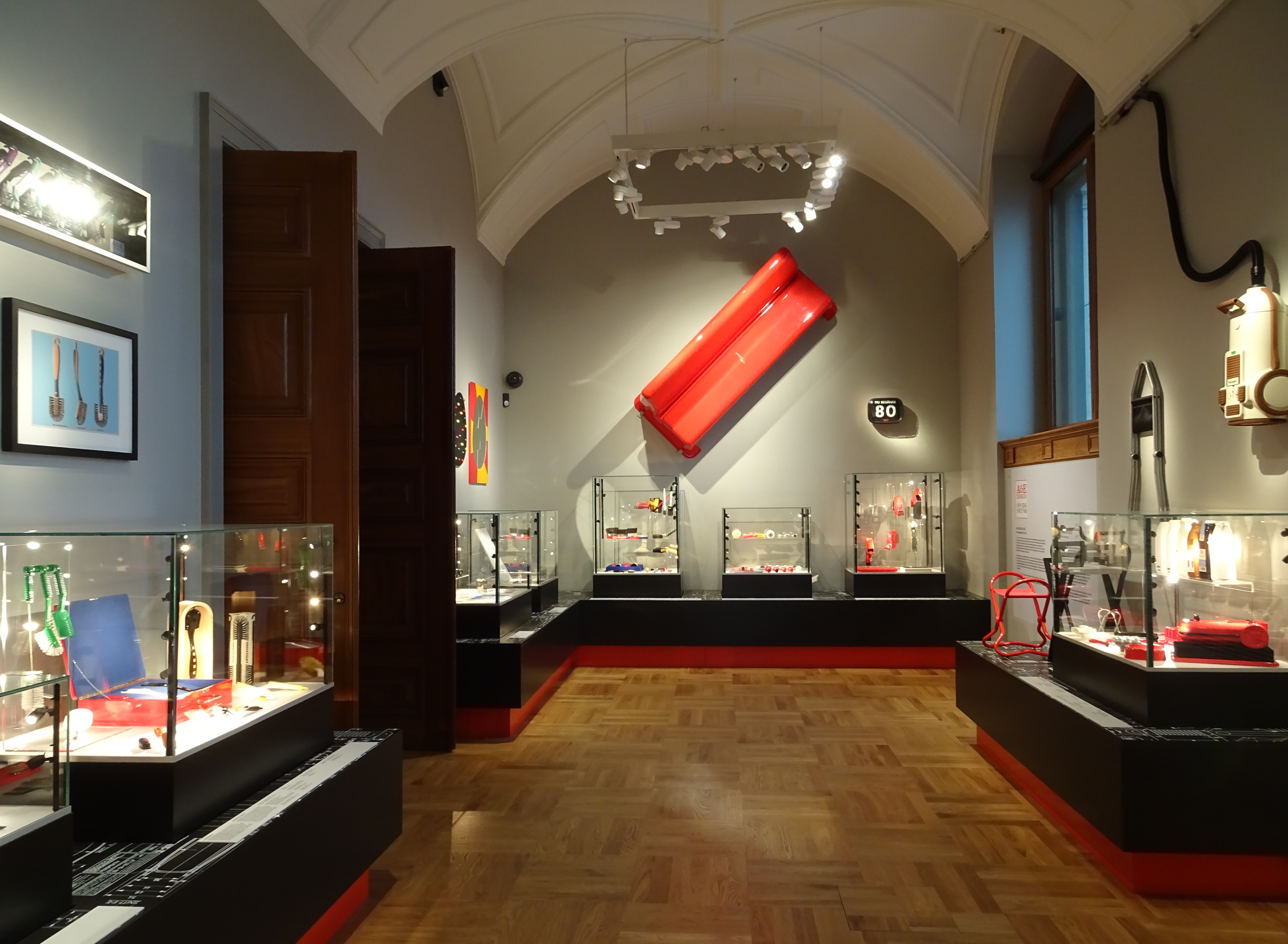
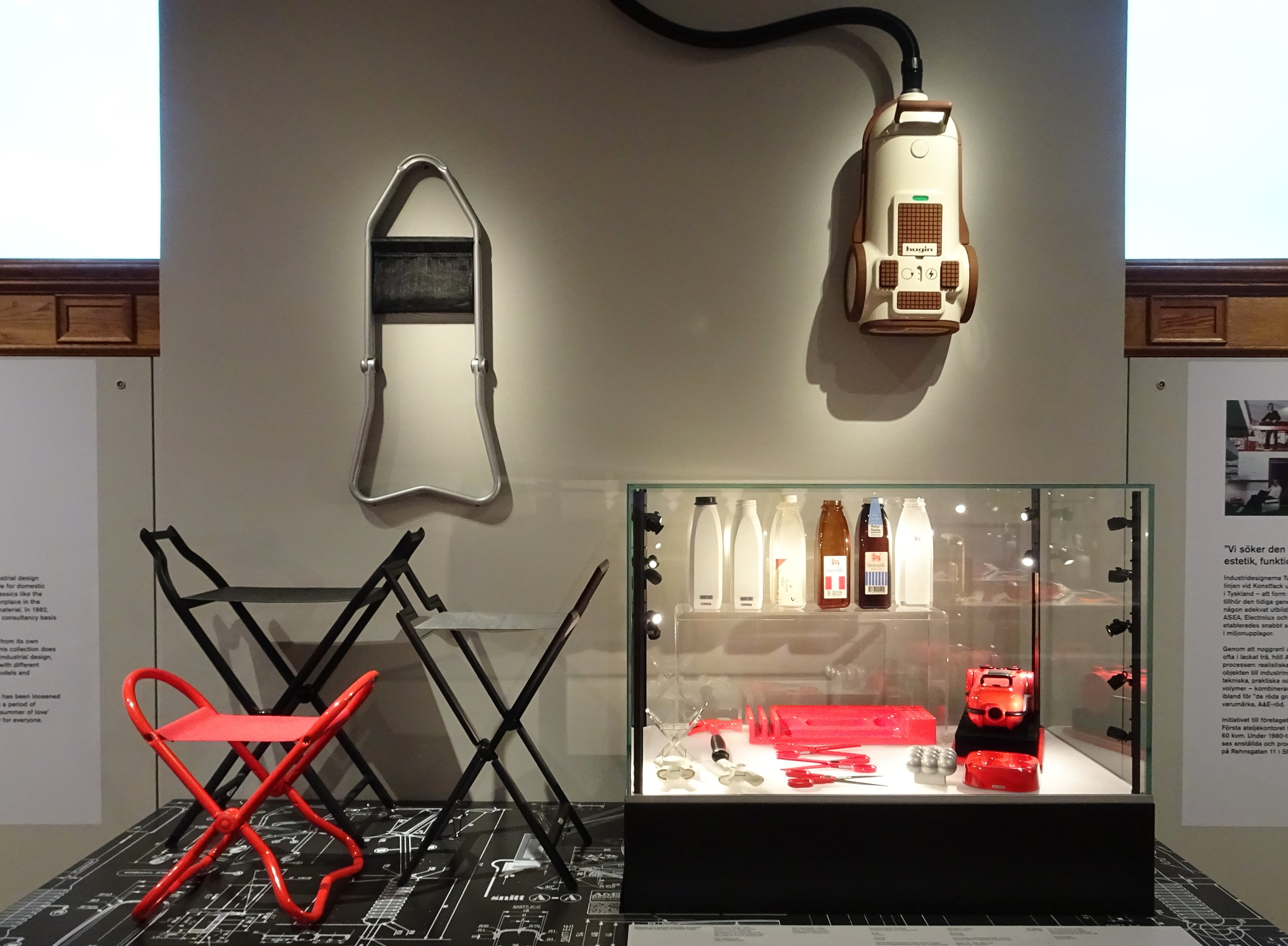
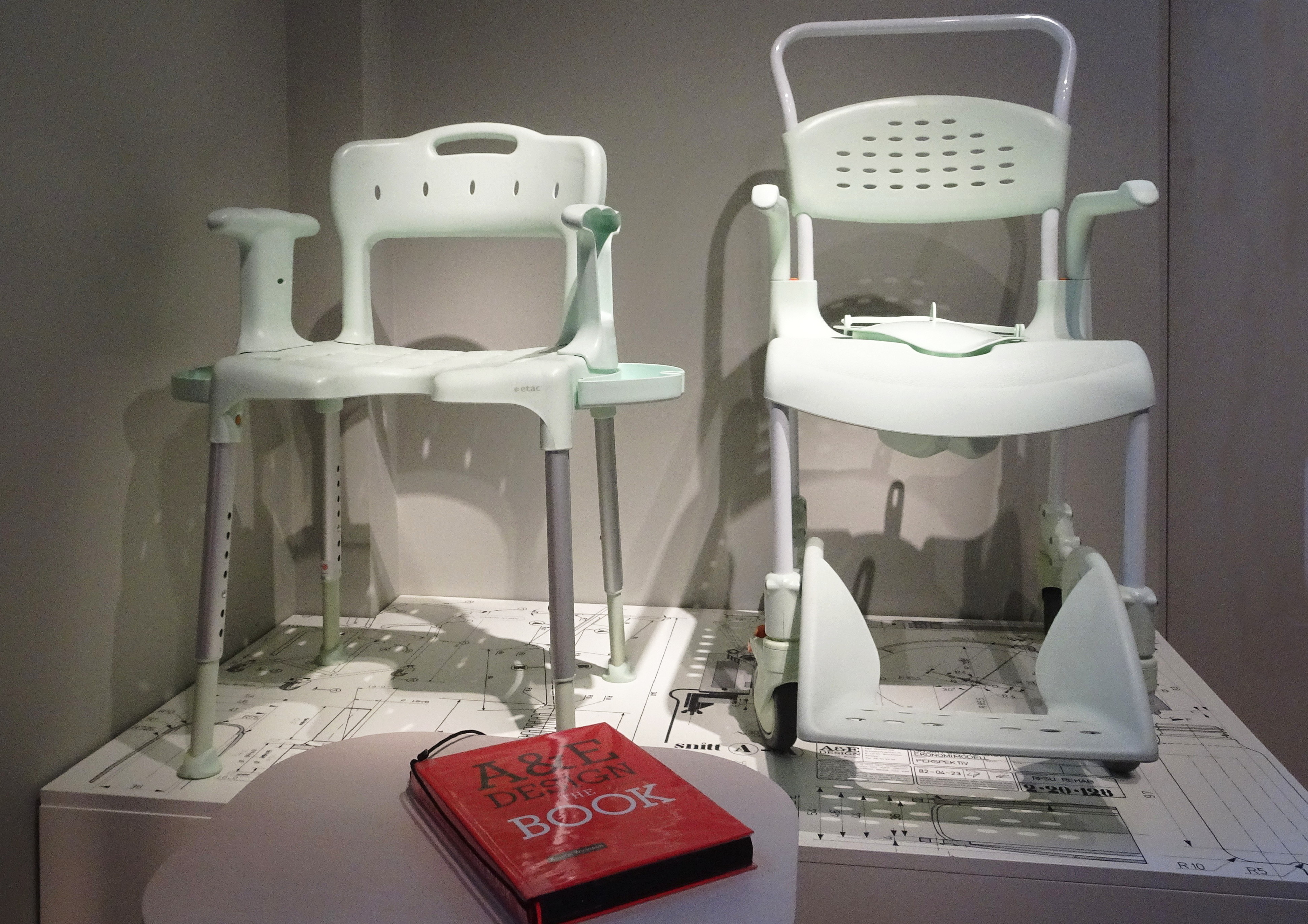